# Comuna de Skaryszew
Skaryszew (polaco: Gmina Skaryszew) é uma gminy (comuna) na Polónia, na voivodia de Mazóvia e no condado de Radomski. A sede do condado é a cidade de Skaryszew.
De acordo com os censos de 2004, a comuna tem 13 159 habitantes, com uma densidade 76,8 hab/km².

## Área
Estende-se por uma área de 171,41 km², incluindo:
- área agricola: 77%
- área florestal: 17%

## Demografia
Dados de 30 de Junho 2004:
|                      | Total   | Total | Mulheres | Mulheres | Homens  | Homens |
| -------------------- | ------- | ----- | -------- | -------- | ------- | ------ |
|                      | pessoas | %     | pessoas  | %        | pessoas | %      |
| População            | 13 159  | 100   | 6604     | 50,2     | 6555    | 49,8   |
| Densidade (pop./km²) | 76,8    | 100   | 38,5     | 38,5     | 38,2    | 38,2   |

De acordo com dados de 2002, o rendimento médio per capita ascendia a 1243,88 zł.

## Subdivisões
- Anielin, Antoniów, Bogusławice, Bujak, Chomętów-Puszcz, Chomętów-Socha, Chomętów-Szczygieł, Edwardów, Gębarzów, Gębarzów-Kolonia, Grabina, Huta Skaryszewska, Janów, Kazimierówka, Kłonowiec-Koracz, Kłonowiec-Kurek, Kobylany, Makowiec, Maków, Maków Nowy, Miasteczko, Modrzejowice, Niwa Odechowska, Nowy Dzierzkówek, Odechowiec, Odechów, Podsuliszka, Sołtyków, Stary Dzierzkówek, Tomaszów, Wilczna, Wólka Twarogowa, Wymysłów, Zalesie.

## Comunas vizinhas
- Gózd, Iłża, Kazanów, Kowala, Radom, Tczów, Wierzbica